# Hilara meralis
Hilara meralis är en tvåvingeart som beskrevs av Collin 1960. Hilara meralis ingår i släktet Hilara och familjen dansflugor. Inga underarter finns listade i Catalogue of Life.